# 大相撲をより面白く観る方法
『大相撲をより面白く観る方法』（おおずもうをよりおもしろくみるほうほう）は、1997年から2017年まで青森放送（RABラジオ）で放送されていたスポーツ番組である。2014年9月29日から2017年9月29日までは『GO!GO!らじ丸』の1コーナーとして放送されていた。

## 概要
大相撲に関するおもしろ話・びっくり話を取り上げている5分間の帯番組で、元東奥日報社常務の外崎勝がパーソナリティを務めている。テーマ曲には相撲甚句の一つ「ままになるなら」を用いている。締めの挨拶は「本日はこれにて打ち出しと致します」で、2009年10月からは締めの挨拶に合わせて寄せ太鼓の音を入れるようになった。
青森県は2020年現在まで６人の横綱（鏡里・初代若乃花・栃ノ海・二代目若乃花・隆の里・旭富士）や多くの大関（明治以降に一ノ矢・大ノ里・清水川・鏡岩・貴ノ花・貴ノ浪）そして業師の小結舞の海（現タレント・NHK専属相撲解説者）などの大相撲力士を多く輩出していることから、外崎は番組宣伝で同県のことを「相撲王国青森」と呼んでいる。

## 放送時間
いずれも日本標準時。「ラジオワンポイントエネルギー」など期間限定コーナー実施時には変更になる場合がある。
当初は土曜・日曜にも放送があったが、後に廃止された。
- 月曜 - 金曜 10:35 - 10:40 （不明 - 2005年3月） - この時期までは単独番組として放送。
- 月曜 - 金曜 15:20 - 15:25 （『あおもりTODAY』内、2005年4月 - 2012年9月） - スポット番宣の時間帯にあたり、前後5分以内の変動があった。
- 月曜 - 金曜 13:15 - 13:20 （『あおもりTODAY』内、2012年10月 - 2014年9月26日）
- 月曜 - 金曜 13:15 - 13:20 （『GO!GO!らじ丸』内、2014年9月29日 - 2017年9月29日）